# Cladochaeta abbrevifusca
Cladochaeta abbrevifusca är en tvåvingeart som beskrevs av David Grimaldi och Nguyen 1999. Cladochaeta abbrevifusca ingår i släktet Cladochaeta och familjen daggflugor. Inga underarter finns listade i Catalogue of Life.